# باتريسيو أرنولد
باتريسيو أرنولد (بالإسبانية: Patricio Arnold)‏ مواليد 20 أكتوبر 1971 في بوينس آيرس، هو لاعب كرة مضرب أرجنتيني سابق وكان يلعب باليد اليمنى. أعلى تصنيف له في الفردي كان المركز الـ 134 في سنة 1994. أعلى تصنيف له في الزوجي كان المركز الـ 93 في سنة 1994.

## النهائيات

### الزوجي: (6)
| الرقم | السنة | الدورة                     | الأرضية | الشريك            | المنافس في النهائي             | النتيجة في النهائي |
| ----- | ----- | -------------------------- | ------- | ----------------- | ------------------------------ | ------------------ |
| 1.    | 1994  | ماريه ديل بلاتا، الأرجنتين | ترابية  | لوكاس أرنولد كير  | فيليبو مسوري فيديريكو موردجان  | 6–4, 7–5           |
| 2.    | 1994  | كامبيناس، البرازيل         | ترابية  | مارتن سترينجاري   | اندريس الاركون ماريو رينكون    | 6–1, 6–3           |
| 3.    | 1994  | كامبوس دو جورداو، البرازيل | صلبة    | ريتشارد ماتوشفسكي | فابيو سيلبربرج مارسيلو ساليولا | 6–3, 6–4           |
| 4.    | 1994  | ريسيفي، البرازيل           | صلبة    | بابلو البانو      | فيليبي ريفيرا كريستيانو تستا   | 7–6, 7–6           |
| 5.    | 1994  | ريبيراو بريتو، البرازيل    | ترابية  | بابلو البانو      | أوتافيو ديلا مارسيلو ساليولا   | 6–7, 6–2, 6–2      |
| 6.    | 1995  | ساو باولو، البرازيل        | صلبة    | لوكاس أرنولد كير  | أوتافيو ديلا مارسيلو ساليولا   | 6–2, 4–6, 6–1      |